# Klingerhain

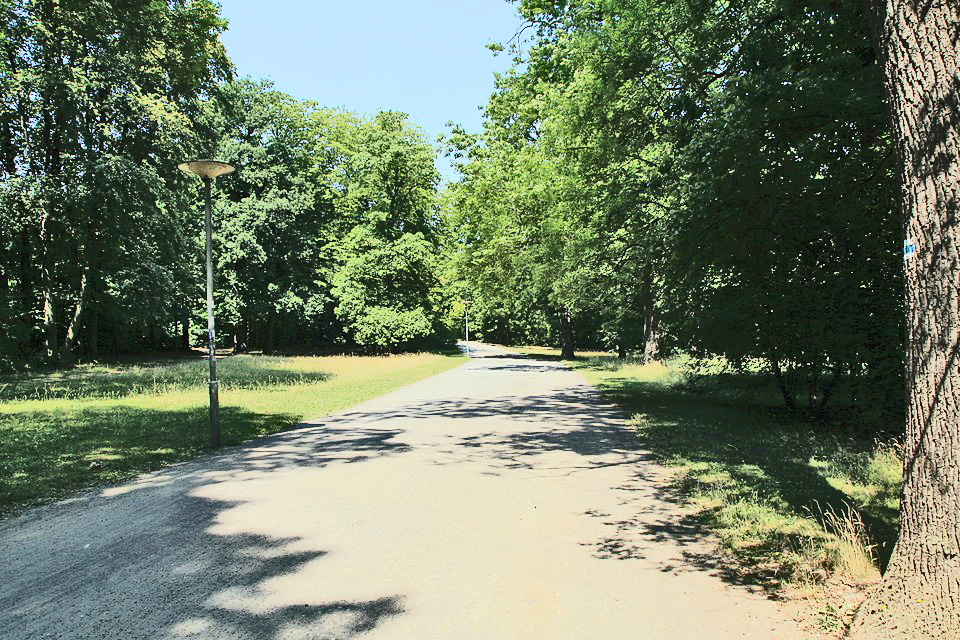
Hauptweg im Klingerhain (2015)

Der Klingerhain ist eine Parkanlage im Westen Leipzigs. Sie ist nach dem Leipziger Maler und Bildhauer Max Klinger (1857–1920) benannt. Die Anlage steht unter Denkmalschutz.

## Lage und Gestalt
Der Klingerhain befindet sich im Ortsteil Lindenau im Stadtbezirk Alt-West. Er grenzt an der Südostseite an die Käthe-Kollwitz-Straße und ist an den übrigen Seiten von Wasser umgeben, im Nordosten vom Elsterflutbett und ansonsten von der Weißen Elster, die an seiner Nordseite in das Elsterflutbett mündet.

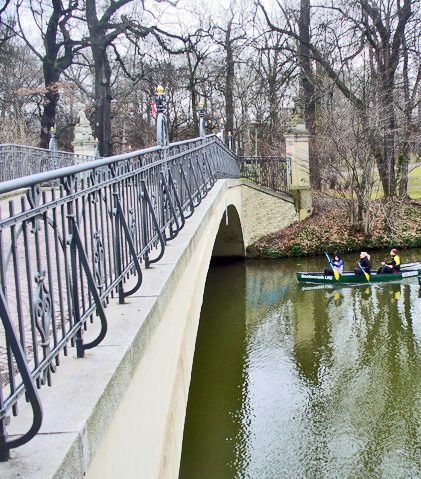
Klingerhainbrücke (2014)
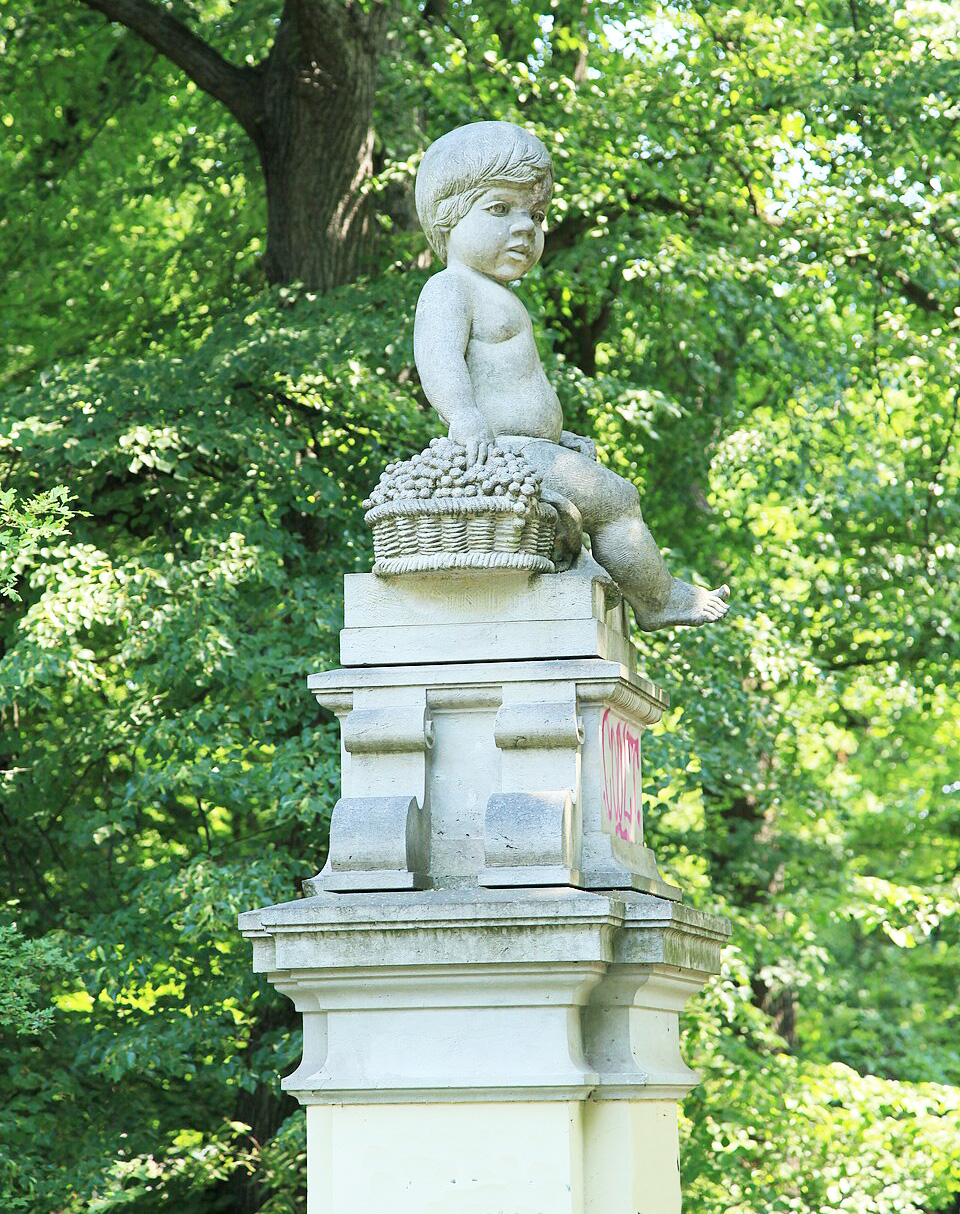
Pfeilerfigur Herbst (2015)
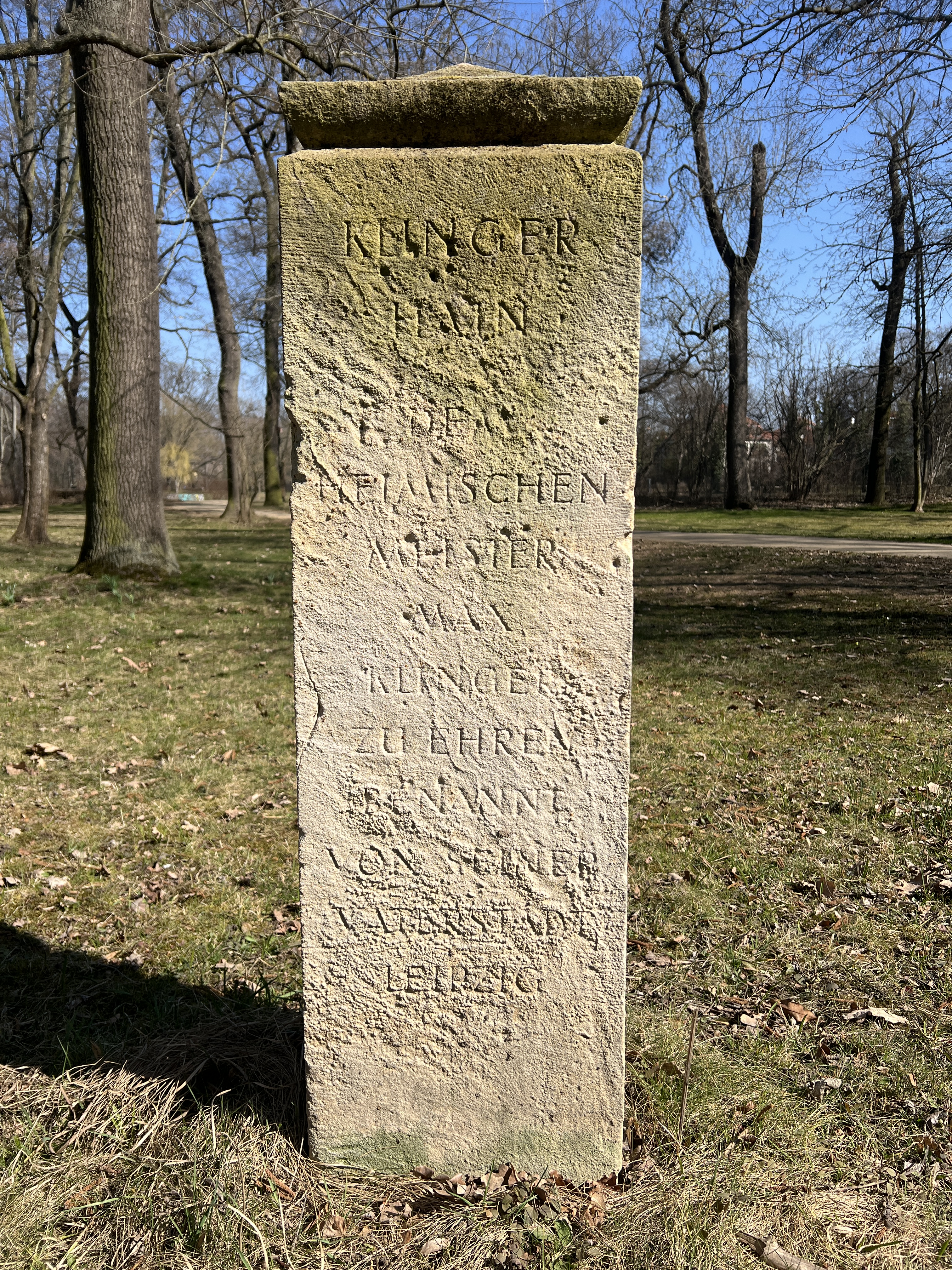
Klingersäule (2025)

Er erstreckt sich von Südost nach Nordwest über eine Länge von 250 Metern bei einer mittleren Breite von 130 Metern und einer Fläche von 3,2 Hektar. Der leicht geschwungene Hauptweg führt von der Käthe-Kollwitz-Straße zur Klingerhainbrücke, einer historischen Fußgängerbrücke über die Weiße Elster zum benachbarten Palmengarten. Sie besitzt ein kunstvolles schmiedeeisernes Geländer und wird wegen ihrer Sandsteinfiguren auf den Pfeilern auch Vier-Jahreszeiten-Brücke genannt. Etwa in der Mitte des Parks steht eine Steinsäule, die auf seine Benennung Bezug nimmt mit der Inschrift: KLINGERHAIN – DEM HEIMISCHEN MEISTER MAX KLINGER ZU EHREN BENANNT VON SEINER VATERSTADT LEIPZIG.
Der Klingerhain ist ein Wiesengelände mit lichtem Baumbestand. Die ungedüngten Wiesen beherbergen mehrere seltene Pflanzen, unter ihnen weitab von seiner Hauptverbreitung im Gebirge das Gebirgs-Hellerkraut  und die in Sachsen fast ausgestorbene Kugelige Teufelskralle. An Bäumen dominieren zum Teil noch aus der Zeit der Parkgründung die für einen Auwald typischen Auwaldgewächse bis auf eine große Gruppe von Magnolien am Parkeingang an der Käthe-Kollwitz-Straße, die zu ihrer Blütezeit im Frühjahr zahlreiche Besucher anlocken.

## Geschichte

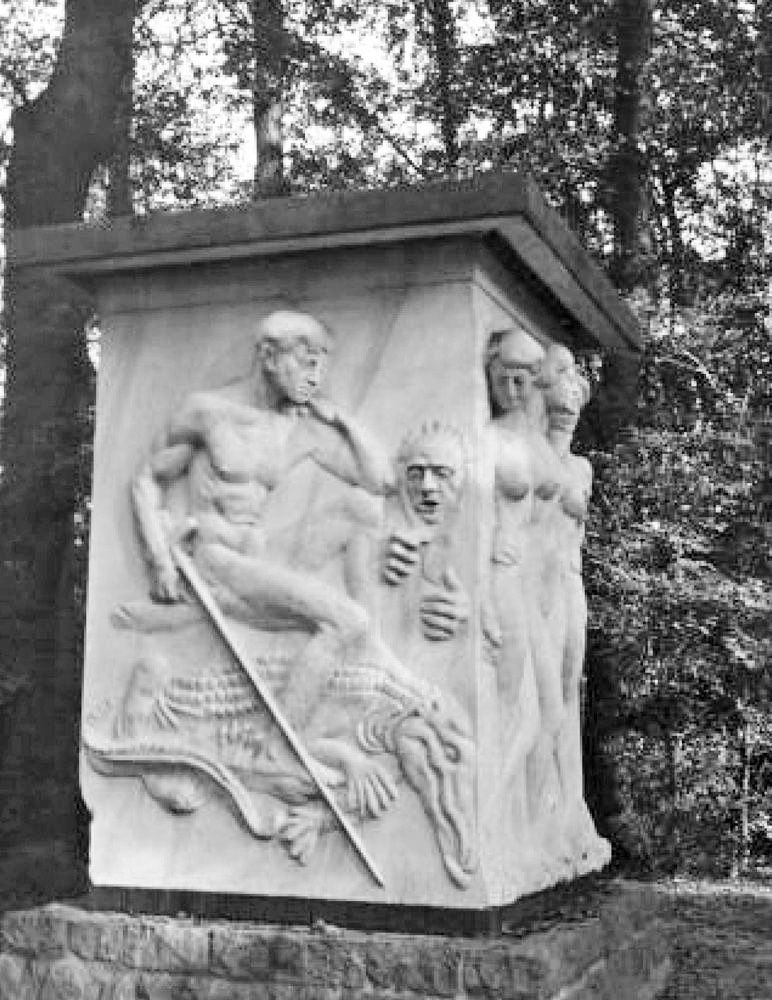
Postament für das Wagner-Denkmal
(um 1930)

Als 1899 der Palmengarten eröffnet wurde, umfasste er auch das Gebiet des heutigen Klingerhains, das damals als Teil des nördlichen Auwaldes Ritterwerder hieß. An der Plagwitzer Straße (seit 1945 Käthe-Kollwitz-Straße) stand auf der Parkseite das Karl-Heine-Denkmal von 1897, das  1938 auf die andere Straßenseite umgesetzt wurde. Zum 60. Geburtstag Max Klingers 1917 erhielt der Ritterwerder-Teil des Palmengartens den Namen Klingerhain. Klingers Wohnhaus und Atelier standen auf der gegenüberliegenden Seite der Elster.
Im Zuge der Vorbereitung eines vom Stadtrat um 1902 beschlossenen Richard-Wagner-Denkmals für Leipzig, hatte Max Klinger nach seinen Entwürfen in Südtirol ein über drei Meter hohes Postament aus Marmor anfertigen lassen, das 1924 angeliefert und zunächst im Klingerhain aufgestellt wurde.
Weltwirtschaftskrise, Zweiter Weltkrieg und DDR-Zeit verhinderten die Fertigstellung des Richard-Wagner-Denkmals. So blieb der Marmorblock – wegen der nackten Rheintöchter auf der einen Seite auch Pornowürfel genannt – 86 Jahre im Klingerhain, bis er 2010 an die Stelle des 2016 eingeweihten Richard-Wagner-Denkmals am Promenadenring versetzt wurde.
Bei der Zusammenfassung der Leipziger Parkanlagen zum Zentralen Kulturpark Clara Zetkin im Jahr 1955 war auch der Klingerhain einbezogen worden. 2011 erhielten einige Parkteile ihren angestammten Namen zurück, so auch der Klingerhain.